# Superactínido
Los superactínidos es una serie de elementos químicos no descubiertos desde el número 121 (unbiunio) hasta el 157 (unpentseptio), que se pueden clasificar como los elementos 5g y 6f del período 8, junto con el primer elemento 7d. La existencia teórica de los superactínidos fue sugerida por Glenn T. Seaborg en 1969. Los superactínidos tendrían una vida media extremadamente corta, aunque el unbihexio (elemento 126) estaría dentro de una hipotética isla de estabilidad. La serie no es reconocida por la IUPAC, cuya tabla periódica de referencia termina en el oganesón (elemento 118).

## Propiedades químicas
En la serie de superactínidos, las capas 7d3/2, 8p1/2, 6f5/2 y 5g7/2 deberían llenarse todas simultáneamente. Esto crea situaciones muy complicadas, tanto que solo se han realizado cálculos CCSD completos y precisos para los elementos 121 y 122. El primer superactínido, unbiunio (elemento 121), debería ser similar al lantano y el actinio: su principal estado de oxidación debería ser +3, aunque la cercanía de los niveles de energía de las subcapas de valencia pueden permitir estados de oxidación más altos, al igual que en los elementos 119 y 120. La estabilización relativista de la subcapa 8p debería dar como resultado una configuración electrónica de valencia de estado fundamental 8s28p1 para el elemento 121, en contraste con las configuraciones ds2 del lantano y el actinio; sin embargo, esta configuración anómala no parece afectar su química calculada, que sigue siendo similar a la del actinio. Se prevé que su primera energía de ionización sea de 429.4 kJ/mol, que sería inferior a la de todos los elementos conocidos excepto los metales alcalinos potasio, rubidio, cesio y francio: este valor es incluso inferior al del alcalino del período 8 ununennio (463.1 kJ/mol). De manera similar, el siguiente superactínido, unbibio (elemento 122), podría ser similar al cerio y al torio, con un estado de oxidación principal de +4, pero tendría una configuración electrónica de valencia de estado fundamental 7d18s28p1 o 8s28p2, a diferencia de la configuración 6d27s2 del torio. Por tanto, su primera energía de ionización sería menor que la del torio (Th: 6.3 eV; elemento 122: 5.6 eV) debido a la mayor facilidad para ionizar el electrón 8p1/2 del unbibio que el electrón 6d del torio. El colapso del orbital 5g se retrasa hasta alrededor del elemento 125; se teoriza que las configuraciones electrónicas de la serie isoelectrónica de 119 electrones sean [Og] 8s1 para los elementos 119 a 122, [Og] 6f1 para los elementos 123 y 124 y [Og] 5g1 para el elemento 125 en adelante.
En los primeros superactínidos, se prevé que las energías de enlace de los electrones agregados sean lo suficientemente pequeñas como para que puedan perder todos sus electrones de valencia; por ejemplo, el unbihexio (elemento 126) podría formar fácilmente un estado de oxidación +8 y pueden ser posibles estados de oxidación aún más altos para los siguientes elementos. También se predice que el elemento 126 mostrará una variedad de otros estados de oxidación: cálculos recientes han sugerido que un monofluoruro 126F estable puede ser posible, como resultado de una interacción de enlace entre el orbital 5g en el elemento 126 y el orbital 2p en el flúor. Otros estados de oxidación predichos incluyen +2, +4 y +6; se espera que +4 sea el estado de oxidación más habitual de unbihexio. Se calcula que los superactínidos desde unbipentio (elemento 125) hasta unbiennio (elemento 129) presentarán un estado de oxidación +6 y formarán hexafluoruros, aunque se predice que 125F6 y 126F6 estarán unidos relativamente débiles. Se espera que las energías de disociación de enlace aumenten considerablemente en el elemento 127 y aún más en el 129. Esto sugiere un cambio de carácter iónico fuerte en los fluoruros del elemento 125 a una reacción más covalente, que involucra el orbital 8p, en los fluoruros del elemento 129. El enlace en estos hexafluoruros de superactínidos se da principalmente entre la subcapa 8p más alta de los superactínidos y la subcapa 2p del flúor, a diferencia de cómo el uranio usa sus orbitales 5f y 6d para unirse en el hexafluoruro de uranio.
A pesar de la capacidad de los primeros superactínidos para alcanzar altos estados de oxidación, se ha calculado que los electrones 5g serán los más difíciles de ionizar; se espera que los iones 1256+ y 1267+ tengan una configuración 5g1, similar a la configuración 5f1 del ion Np6+. Se observa un comportamiento similar en la baja actividad química de los electrones 4f en los lantánidos; esto es consecuencia de que los orbitales 5g son pequeños y están profundamente adentrados en la nube de electrones. La presencia de electrones en los orbitales g, que no existen en la configuración electrónica del estado fundamental de ningún elemento actualmente conocido, debería permitir orbitales híbridos desconocidos para formar e influir en la química de los superactínidos de nuevas formas, aunque la ausencia de electrones g en elementos conocidos hace que la predicción de la química de los superactínidos sea más difícil.
|                      | 121       | 122       | 123   | 124   | 125             | 126           | 127   | 128   | 129    | 132 | 142         | 143   | 144                        | 145   | 146 | 148   | 153 | 154  | 155  | 156 | 157 |
| -------------------- | --------- | --------- | ----- | ----- | --------------- | ------------- | ----- | ----- | ------ | --- | ----------- | ----- | -------------------------- | ----- | --- | ----- | --- | ---- | ---- | --- | --- |
| Compuesto            | 121X3     | 122X4     | 123X5 | 124X6 | 125F 6 125O2+ 2 | 126F 6 126O4  | 127F6 | 128F6 | 129F 6 |     | 142X4 142X6 | 143F6 | 144X6 144O2+ 2 144F8 144O4 | 145F6 |     | 148O6 |     |      |      |     |     |
| Análogos             | LaX3 AcX3 | CeX4 ThX4 |       |       | NpO2+ 2         |               |       |       |        |     | ThF4        |       | UF6 UO2+ 2 PuF8 PuO4       |       |     | UO6   |     |      |      |     |     |
| Estados de oxidación | 3         | 4         | 5     | 6     | 1, 6, 7         | 1, 2, 4, 6, 8 | 6     | 6     | 1, 6   | 6   | 4, 6        | 6, 8  | 3, 4, 5, 6, 8              | 6     | 8   | 12    | 3   | 0, 2 | 3, 5 | 2   | 3   |
En los superactínidos posteriores, los estados de oxidación deberían ser más bajos. Por el elemento 132, el estado de oxidación predominante más estable será solo +6; esto se reduce aún más a +3 y +4 por el elemento 144 y al final de la serie de superactínidos será solo +2 (y posiblemente incluso 0) porque la capa 6f, que se está llenando en ese punto, está muy adentro la nube de electrones y los electrones 8p1/2 están demasiado unidos para ser químicamente activos. La capa 5g debería llenarse en el elemento 144 y la capa 6f alrededor del elemento 154; en esta región de los superactínidos los electrones 8p1/2 están unidos con tanta fuerza que ya no son químicamente activos, por lo que solo pueden participar unos pocos electrones en reacciones químicas. Los cálculos de Fricke et al. (1971) predicen que en el elemento 154 la capa 6f estará llena y no hay electrones d u otras funciones de onda de electrones fuera de las capas químicamente inactivas 8s y 8p1/2. Esto puede hacer que el elemento 154 sea poco reactivo con propiedades similares a las de los gases nobles. No obstante, los cálculos de Pyykkö (2011) teorizan que en el elemento 155 la capa 6f sigue siendo químicamente ionizable: 1553+ debería tener una capa 6f completa y el cuarto potencial de ionización debería estar entre los del terbio y el disprosio, ambos conocidos en el estado +4.
De manera similar a las contracciones de lantánidos y actínidos, debe haber una contracción de superactínidos en la serie donde los radios iónicos de los superactínidos son más pequeños de lo esperado. En los lantánidos, la contracción es de unos 4.4 pm por elemento; en los actínidos, es de unos 3 pm por elemento. La contracción es mayor en los lantánidos que en los actínidos debido a la mayor localización de la función de onda 4f en comparación con la función de onda 5f. Las comparaciones con las funciones de onda de los electrones externos de los lantánidos, actínidos y superactínidos conducen a una predicción de una contracción de alrededor de 2 pm por elemento en los superactínidos; aunque esto es menor que las contracciones en los lantánidos y actínidos, su efecto total es mayor debido al hecho de que 32 electrones se llenan en las capas profundamente adentradas 5g y 6f, en lugar de solo 14 electrones en las capas 4f y 5f en los lantánidos y actínidos respectivamente.

Modelo de tabla periódica extendida por Pyykkö (2011).

Pyykkö (2011) divide estos superactínidos en tres series: una serie 5g (elementos 121 a 138), una serie 8p1/2 (elementos 139 a 140) y una serie 6f (elementos 141 a 155); también señala que habría una gran superposición entre los niveles de energía y que los orbitales 6f, 7d o 8p1/2 también podrían estar ocupados en los primeros átomos o iones de superactínidos. También espera que se comporten más como «superlantánidos», en el sentido de que los electrones 5g serían en su mayoría químicamente inactivos, de manera similar a cómo solo uno o dos electrones 4f en cada lantánido se ionizan en compuestos químicos. También predijo que los posibles estados de oxidación de los superactínidos podrían aumentar mucho en la serie 6f, a valores como +12 en el elemento 148.

Modelo de tabla periódica extendida por Kulsha (2011). También presentó una segunda versión en 2016.

Kulsha (2011) ha llamado a la serie de 121 a 156 «elementos de ultransición» y ha propuesto dividirlos en dos series de dieciocho elementos, una entre 121 y 138 y otra de 139 a 156. La primera sería análoga a la los lantánidos, con estados de oxidación que van principalmente de +4 a +6, ya que domina el llenado de la capa 5g y los elementos vecinos son muy similares entre sí, creando una analogía con el uranio, el neptunio y el plutonio. La segunda sería análoga a los actínidos: al principio (alrededor de los elementos en los 140s) se esperarían estados de oxidación muy altos a medida que la capa 6f sube por encima de la 7d, pero después de eso los estados de oxidación típicos bajarían y en elementos en el 150s en adelante los electrones 8p1/2 dejarían de ser químicamente activos. Debido a que las dos filas están separadas por la adición de una subcapa 5g18 completa, también podrían considerarse análogas entre sí.
Como ejemplo de los últimos superactínidos, se espera que el elemento 156 presente principalmente el estado de oxidación +2, debido a su configuración electrónica con electrones 7d2 fácilmente eliminados sobre un núcleo estable [Og] 5g186f148s28p2
1/2. Por lo tanto, puede considerarse un congénere más pesado del nobelio, que también tiene un par de electrones 7s2 fácilmente eliminados sobre un núcleo estable [Rn]5f14 y generalmente se encuentra en el estado +2 (se requieren oxidantes fuertes para obtener nobelio en el estado +3). Su primera energía de ionización debería ser de unos 400 kJ/mol y su radio metálico de unos 170 pm. Con una masa atómica relativa de alrededor de 445 u, debería ser un metal muy pesado con una densidad de alrededor de 26 g/cm3.

## Estabilidad de núcleos superpesados

### Números mágicos e isla de estabilidad

Tabla de nucleidos de los modos de desintegración β conocidos y predichos hasta = 149, = 256. Las casillas negras indican la línea de estabilidad β predicha, que concuerda con los datos experimentales. En = 126 (arriba a la derecha), la línea de estabilidad β atraviesa una región o «mar» de inestabilidad teóricamente susceptible a la fisión espontánea (vida media inferior a 1 ns) y se extiende a un «cabo» de estabilidad cerca de la capa de cierre = 228. Se prevé que las llamadas islas de estabilidad estén alrededor de ^{294}Ds y ^{354}Ubh, más allá de las cuales el modelo parece desviarse de varias reglas de la fórmula semiempírica de la masa.

El modelo en capas que describe la estructura nuclear implica la existencia de «números mágicos» por tipo de nucleón debido a una estratificación de neutrones {\textstyle N} y protones {\textstyle Z} en niveles de energía cuántica en el núcleo, como ocurre con los electrones al nivel del átomo. En este modelo, los números mágicos corresponden a la saturación de una capa nuclear por un tipo de nucleones, por lo que existe una mayor estabilidad de todo el núcleo; estos números son:
2, 8, 20, 28, 50, 82, 126, 184.
Este modelo en capas permite, en particular, explicar las diferencias en la energía de enlace nuclear observadas en los átomos en comparación con los resultados de la fórmula de Weizsäcker basada en el modelo de la gota líquida del núcleo atómico o incluso explicar por qué el tecnecio no tiene isótopos estables. Los núcleos «doblemente mágicos», formados por un número mágico de protones y de neutrones, son particularmente estables. Desde este punto de vista, podría existir una «isla de estabilidad» alrededor del unbihexio 310Ubh, doblemente mágico con 126 protones y 184 neutrones.
Por tanto, los primeros miembros de la serie de los superactínidos y en particular la primera mitad de los elementos del bloque g (hasta {\textstyle Z} ≈ 130), podrían tener isótopos significativamente más estables que los otros nucleidos superpesados, con vidas medias que alcanzan unos pocos segundos; según la teoría de campo medio relativista, la particular estabilidad de estos nucleidos se debe a un efecto de acoplamiento cuántico de los mesones {\textstyle \omega }, uno de los nueve llamados mesones «sin sabor».
Sin embargo, los límites exactos de esta hipotética isla de estabilidad no están claramente establecidos, porque los números mágicos de los núcleos superpesados parecen más difíciles de especificar que los de los núcleos ligeros, de modo que, según los modelos, teóricamente se encontraría el siguiente número mágico para {\textstyle Z} entre 114 y 126.

### Límites físicos al tamaño del núcleo

Valores propios de energía para las capas 1s, 2s, 2p_{1/2} y 2p_{3/2} a partir de soluciones de la ecuación de Dirac, teniendo en cuenta el tamaño finito del núcleo, para = 135–175 (–·–), para el potencial de Thomas-Fermi (—) y para = 160–170 con el potencial autoconsistente (---).

Por otro lado, no es seguro que la existencia de átomos tan pesados sea físicamente posible, ya que la repulsión electrostática de muchos protones en el mismo núcleo induciría la fisión espontánea o la fuga de protones en exceso para decaer en números atómicos más bajos. De hecho, se considera que la fisión espontánea es posible cuando {\textstyle Z^{2}/A\geq 45}, que es precisamente el caso de 310Ubh (desde {\textstyle 126^{2}/310\approx 45}); si el efecto de los números mágicos predichos por la teoría de las capas del núcleo atómico se verifica también para este isótopo, en todo caso se volverá inestable por su propia conformación elíptica.
Además, varias ecuaciones involucran el producto {\textstyle \alpha Z}, en el que {\textstyle \alpha } representa la constante de estructura fina, y solamente son válidas cuando este producto es menor que 1; como {\textstyle \alpha \approx 1/137}, surge el problema del untriseptio, a veces denominado feynmanio (símbolo Fy), ya que, según una «leyenda popular» entre físicos, Richard Feynman lo indicó como el último elemento de la tabla periódica que posee estados neutros estables:
Según el modelo de Bohr, no relativista, la velocidad de un electrón en la subcapa 1s en {\textstyle Z} > 137 sería mayor que la velocidad de la luz {\textstyle c}:

{\displaystyle v=\alpha \,Z\,c\approx {\frac {Z}{137.036}}\,c}

La ecuación de Dirac también se vuelve inaplicable más allá de {\textstyle Z} > 137 por la misma razón, al expresar la energía de un átomo en el estado fundamental mediante:

{\displaystyle E=m_{e}c^{2}{\sqrt {1-\alpha ^{2}Z^{2}}}}

donde {\textstyle m_{e}} es la masa en reposo del electrón. Por esto, Feynman sugirió que los átomos neutros no pueden existir más allá del untriseptio y que, por tanto, la tabla periódica de elementos terminaría en este punto.
Estas ecuaciones son aproximadas y no tienen en cuenta, por ejemplo, la dimensión distinta de cero de los núcleos atómicos —son más sensibles cuanto más pesados son los átomos— ni siquiera la teoría de la relatividad —caso del modelo de Bohr—, por lo que no implican la inexistencia de núcleos con 137 protones y más; pero esto sugiere un límite físico para el número atómico {\textstyle Z} tal como se conceptualiza habitualmente, con propiedades particulares para los átomos superpesados (del orden de {\textstyle Z} = 150 y más allá), para los cuales la energía de los electrones representaría dos o tres veces su masa en reposo, lo que es 511 keV) si realmente existieran. (Los electrones relativistas de tales átomos podrían, en particular, generar pares de electrones y positrones en lugar de fotones al cambiar los niveles de energía.)
Si se tienen en cuenta los efectos relativistas en la estructura de la procesión electrónica de tales átomos, el límite parece estar situado hacia {\textstyle Z} ≈ 173 electrones en lugar de 137, mientras que el mismo razonamiento aplicado a los núcleos resulta en un límite hacia {\textstyle Z} ≈ 210 protones. Desde el punto de vista de los niveles de energía nuclear, el límite también estaría en 173 protones: un protón 174 llevaría la energía de la capa nuclear 1s1/2 más allá de 511 keV, lo que induciría la desintegración β+ de este protón por emisión de un positrón y un neutrino electrónico.
Otras consideraciones más prácticas llevan a tomar en cuenta el límite físico del número atómico en niveles mucho más bajos, no superando {\textstyle Z} ≈ 130, justo más allá de la hipotética isla de estabilidad.

### Síntesis
Los únicos elementos en esta región de la tabla periódica para los que hubo intentos de síntesis son los elementos 122, 124, 126 y 127. Presuntamente, los elementos de esta zona son muy inestables en relación con la desintegración radiactiva y tienen una vida media extremadamente corta, con la posible excepción del elemento 126.